# Пурикан
Пурикан — упразднённый железнодорожный разъезд в Тындинском районе Амурской области России. На момент упразднения входил в Сковородинский район. Исключен из учётных данных в 1977 году.

## География
Железнодорожный разъезд располагался у ныне упразднённой одноимённой железнодорожной станции на линии БАМ — Тында БАМа, на расстоянии примерно 14 километров (по прямой) к северо-западу от поселка Муртыгит.

## История
Решением Амурского исполкома от 30 декабря 1977 года № 522, железнодорожный разъезд Пурикан исключен из учётных данных как населённый пункт служебного значения.